# Jean-Baptiste-Louis Crevier
Jean-Baptiste-Louis Crevier (Parigi, 1693 – Parigi, 1º dicembre 1765) è stato un letterato e storico francese.

## Biografia
Figlio di un tipografo, fu allievo dello storico Charles Rollin e divenne professore di retorica nel collegio di Beauvais, occupando tale cattedra per più di vent'anni, nel corso dei quali pubblicò diverse opere storiografiche, più utili che brillanti.
In particolare, terminò la Histoire romaine lasciata incompiuta da Rollin – è l'autore dei volumi dall'VIII al XVI – nella quale i lettori vi trovano un insieme meglio costruito e disposto, delle riflessioni fuse più abilmente nel trattamento delle vicende con minori digressioni, ma il discepolo resta inferiore al suo maestro nella nobiltà e nel fascino della scrittura.

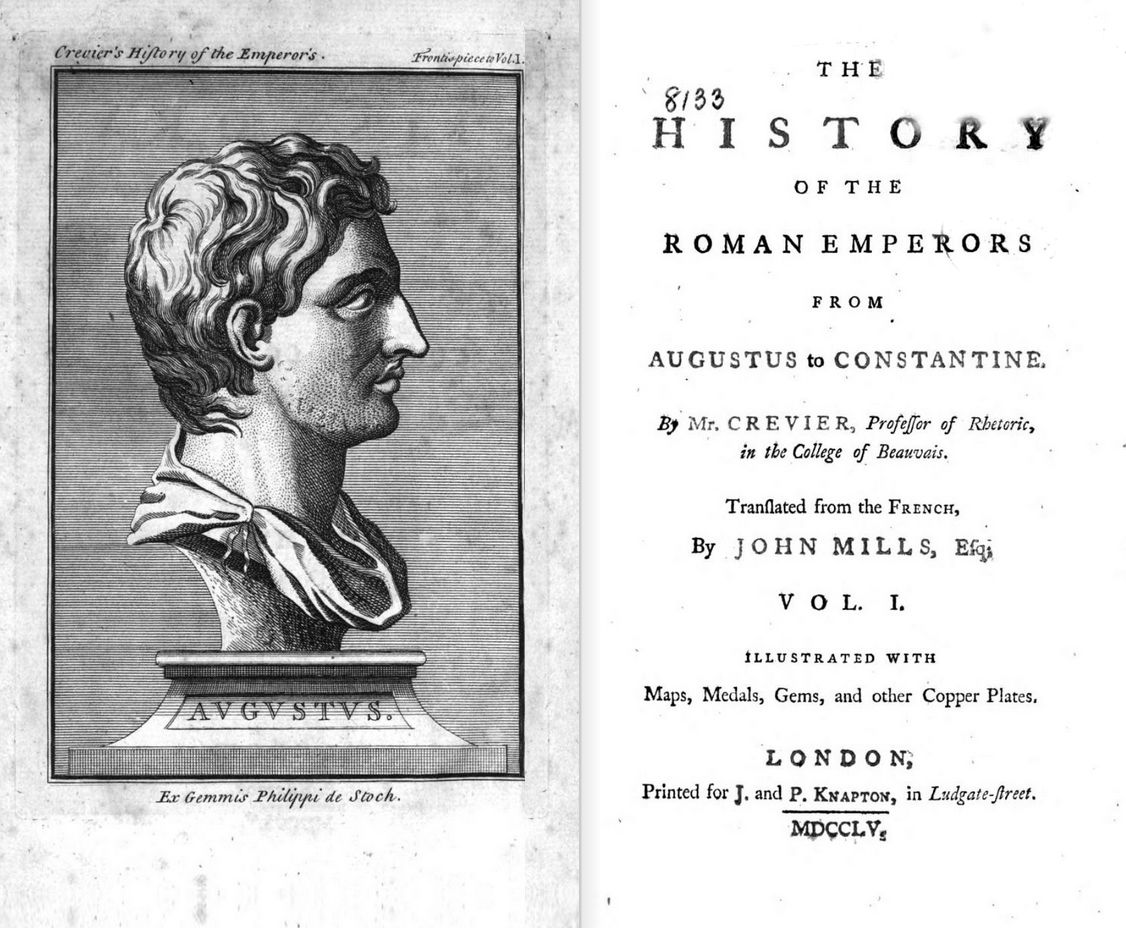
La Storia degli imperatori romani in un'edizione inglese del 1755

Crevier proseguì idealmente l'opera del Rollin – che aveva trattato la storia di Roma dalla fondazione alla fine della Repubblica - scrivendo una Histoire des empereurs romains jusqu'à Constantin, pubblicata in 6 volumi nel 1750 e in 12 nel 1763. L'opera riserva gli stessi difetti della precedente, con qualche scelta di dettagli poco felici, uno stile senza grazia e diffuso di latinismi; ma il rigoroso ordinamento dei fatti, i commenti convincenti e la cura posta nel trattamento dell'ingrato materiale offerto dalle fonti tardo-imperiali, rendono il complesso dell'opera degno di considerazione e di elogio.
Scrisse anche i 6 volumi dei Titi-Livii Patavini Historiarum libri 35, cum notis 1748, arricchiti da note giudiziose e preceduti da una prefazione ingegnosa ed elegante anche se piuttosto retorica; tuttavia essi furono apprezzati dagli studiosi stranieri. 
L'Histoire de l'Université de Paris, depuis son origine jusqu'en 1600, Paris, 1761, in 7 volumi, è un ampio riassunto dell'opera di Cesar Egasse du Boulay. Qui Crevier è ancora più secco che altrove e tale caratteristica, inaccettabile dagli antichi commentatori che pretendono dalla lettura della storia le suggestioni della letteratura, gli ha valso il rimprovero di una familiarità spinta fino alla negligenza. Nelle Observations sur l'Esprit des Lois, Crevier non si dimostra all'altezza di giudicare Montesquieu e la superficialità della sua critica gli procurò l'ironia di Voltaire.
La Rhétorique française, Paris, 1765, in 2 volumi, è una delle migliori che furono scritte: l'autore espone con bell'arte, metodo e pulizia d'espressione i precetti di Aristotele, di Cicerone e di Quintiliano, ben scegliendo i propri esempi, anche se vi manca quell'eloquenza, attraente perché naturale e insinuante, che rende così piacevole la lettura dell'analogo Traité des études del Rollin. 
Crevier collaborò anche alla revisione, insieme con Coffin e Lebeau, de L'Anti-Lucrèce. A sua lode, è stato osservato come egli, ligio alle regole di Port-Royal, abbia evitato con cura ogni spirito di parte. Stimabile per la sua onestà intellettuale e il suo laborioso rigore, Crevier fu giudicato dai suoi contemporanei meno di quanto meritasse il suo effettivo valore.

## Altre opere
- Trois lettres sur le Pline du P. Hardouin, Paris 1725
- Remarques sur le Traité des études de Rollin, Paris, 1780